# Clement Arrindell
Clement Athelston Arrindell (19 de abril de 1931-27 de marzo de 2011) fue gobernador de San Cristóbal y Nieves desde 1981 hasta 1983 y gobernador-general después de la independencia del país en 1983. Tuvo el cargo hasta 1995.
Arrindell nació en Basseterre, se formó como abogado en Lincoln's Inn, y fue un magistrado en su isla natal desde 1964, antes de convertirse en juez de la Suprema Corte del Caribe Oriental en 1978 y luego gobernador en 1981.